# 恐喝有限会社
『恐喝有限会社』（ゆすりゆうげんがいしゃ）は、藤子不二雄Ⓐによるブラックユーモア短篇漫画の一つ。初出は『ビッグコミック』（小学館）1971年11月10日号。

## 物語
中年会社員の山下は会社ではクソマジメなカタブツ課長で通っており、私生活では上品な妻や可愛い娘に尊敬され、絵に描いたような幸せな家庭を営んでいる。そんな山下のもとへ、或る日見知らぬ男から電話がかかってくる。山下は先週の土曜の夜、新宿のトルコ風呂で買春していたところをその男に目撃・盗撮されていたのだ。男に呼び出された山下は口止め料として10万円の請求書を突きつけられるが…

## 登場人物
山下治郎
都心にある大会社の課長。ノリコという年頃の娘がいる。
丸目正雄
山下への恐喝者。東京都新宿区のボロアパート「あけぼの荘」の自宅に「東京情報社」という看板を掲げ、職業的に恐喝を続けている。重症の水虫に悩んでいる。
丸目とき子
正雄の愛妻。病気のため清瀬市の療養所に入院中。正雄が恐喝の常習犯であるとは夢にも知らない。
鬼野狂四郎
株式会社羅殺興行人事部長。チンピラ2名を手下に従え、手下が丸目を調査した後、暴力的な手段で丸目をスカウトする。

## 実写化
1990年8月7日にギミア・ぶれいく内で「ユスリ有限会社・満福鶴丸の内職」としてドラマ化された。登場人物名やストーリーはドラマオリジナルのものとなっている。
満福鶴丸 - 笑福亭鶴瓶
係長昇格を期待したが、安西課長から自分へ内示がおりなかったことをきっかけに、安西課長へ恐喝を始める。
満福笑美子 - 藤田朋子
鶴丸の妻。
満福亀松
鶴丸の息子。
安西課長 - 木内みどり
鶴丸が「課長の二重瞼は一重をごまかしたもの」と口走ったため、口止め料を払うと言い出す。

## 関連作品
- 『喝揚丸ユスリ商会』
- 『ブラック商会変奇郎』